# Impasse de l'Ancre
L'impasse de l'Ancre, Ankergässel en alsacien et selon la dénomination bilingue des rues, est une voie de circulation de la ville de Strasbourg, en France.

## Localisation
Elle est située dans le quartier de la Krutenau, qui est englobé dans le quartier Bourse - Esplanade - Krutenau.
D'une longueur de 100 m, l'impasse débute quai des Bateliers. Elle adopte un tracé orienté sud-est et se termine après avoir effectué un coude de 90° vers le nord-est.

## Origine du nom

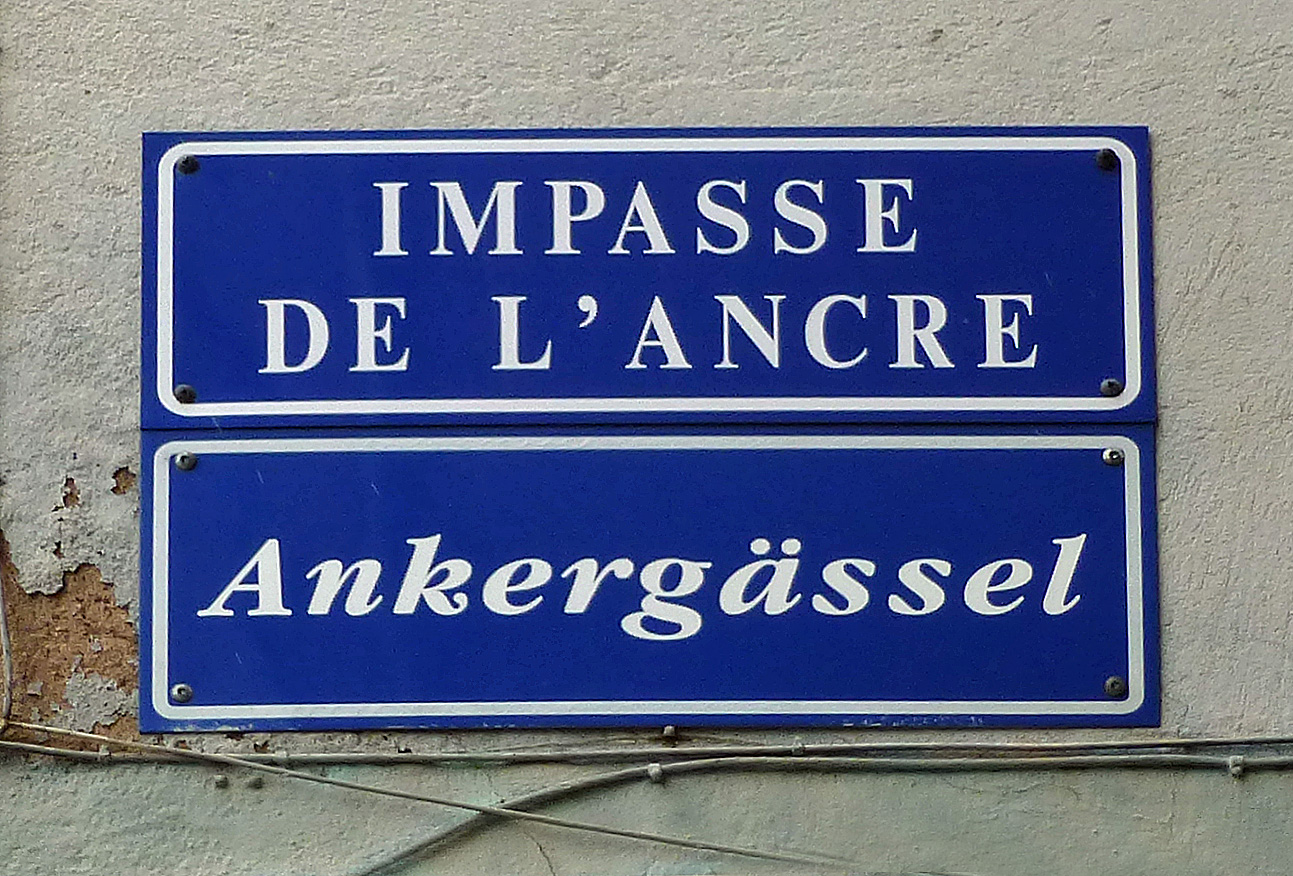
Plaque bilingue

## Transports en commun
L'arrêt Corbeau des lignes de bus 10 et N2 se trouve à moins de 100 m à pieds.